# Philip Selznick
Pour les articles homonymes, voir Selznick.
Philip Selznick est un sociologue né le 8 janvier 1919 et décédé le 12 juin 2010. Il a été professeur de sociologie et de droit à l'université de Californie à Los Angeles.
Il est essentiellement reconnu pour ses travaux en théorie des organisations, sociologie du droit et des administrations publiques. Il est l'auteur de plusieurs ouvrages influents, dont TVA and the Grass Roots et Leadership in administration.

## Carrière
Selznick a reçu son PhD en 1947 à l'université Columbia. Il a été membre de la faculté de l'université de Californie, Berkeley, en 1952 et 1984, initialement au sein du département de sociologie, puis au sein de l'école de Droit.

## Principales contributions

### Les individus comme agents indépendants
De manière simplifiée, Selznick part du principe que les individus au sein des organisations peuvent avoir différents objectifs, ce qui rend difficile pour les organisations et les employés d'avoir un objectif rationnel commun (comme cela était théorisé précédemment).

### Théorie de la cooptation
Cette théorie de la cooptation a été développée comme un mécanisme qui facilite la survie des organisations: Selznick a mis en évidence des mécanismes de cooptation formelle ou informelle qui permettent à une organisation de coopter des membres en son sein qui pourraient potentiellement lui être néfaste. Ce mécanisme de cooptation, non sans risque permettrait ainsi de réduire les risques.

## Publications
- 1948 : Fondements de la Théorie de l'organisation
- 1949 : TVA and the grass roots: A study of politics and organization
- 1957 : Leadership in administration: A sociological interpretation